# Tumores primarios del corazón
Los tumores primarios del corazón son neoplasias poco frecuentes originadas en tejidos del corazón. Se distinguen de los tumores cardíacos secundarios, al originarse estos en tejidos externos al corazón e invadirlo por metástasis

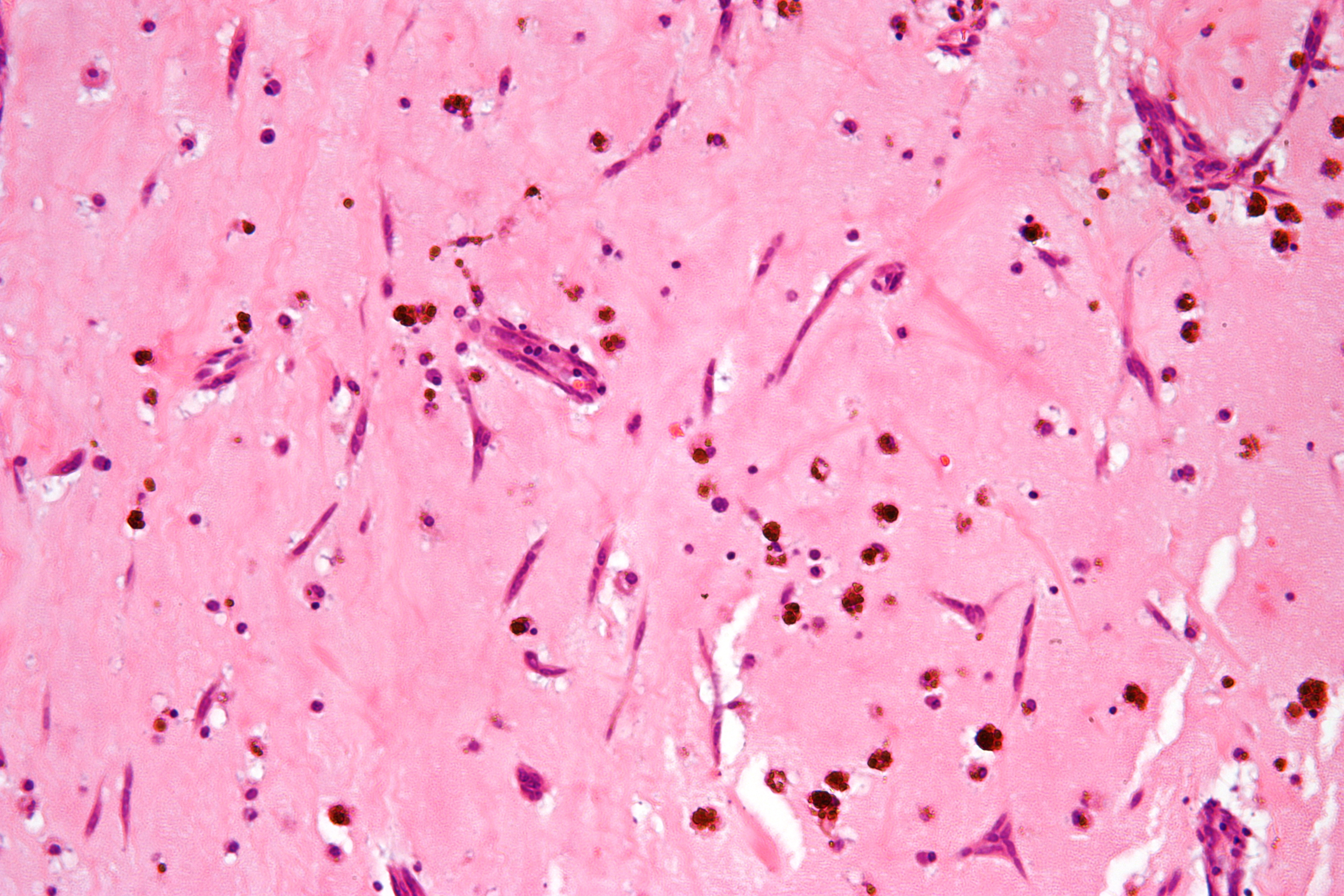
Micrografía de un mixoma, la neoplasia más frecuente del corazón.

La neoplasia más común es de tipo benigno y se llama mixoma, la neoplasia maligna primaria más común en el corazón es el sarcoma, un tumor frecuente en válvulas es el fibroelastoma papilar.
Los tumores en el corazón producen manifestaciones clínicas producto de la alteración de los sistemas de conducción eléctrica en el corazón, alteración de la hemodinamica, efecto de masa, generación de émbolos y otros. El pronóstico de los tumores primarios de corazón es reservado.

## Tipos

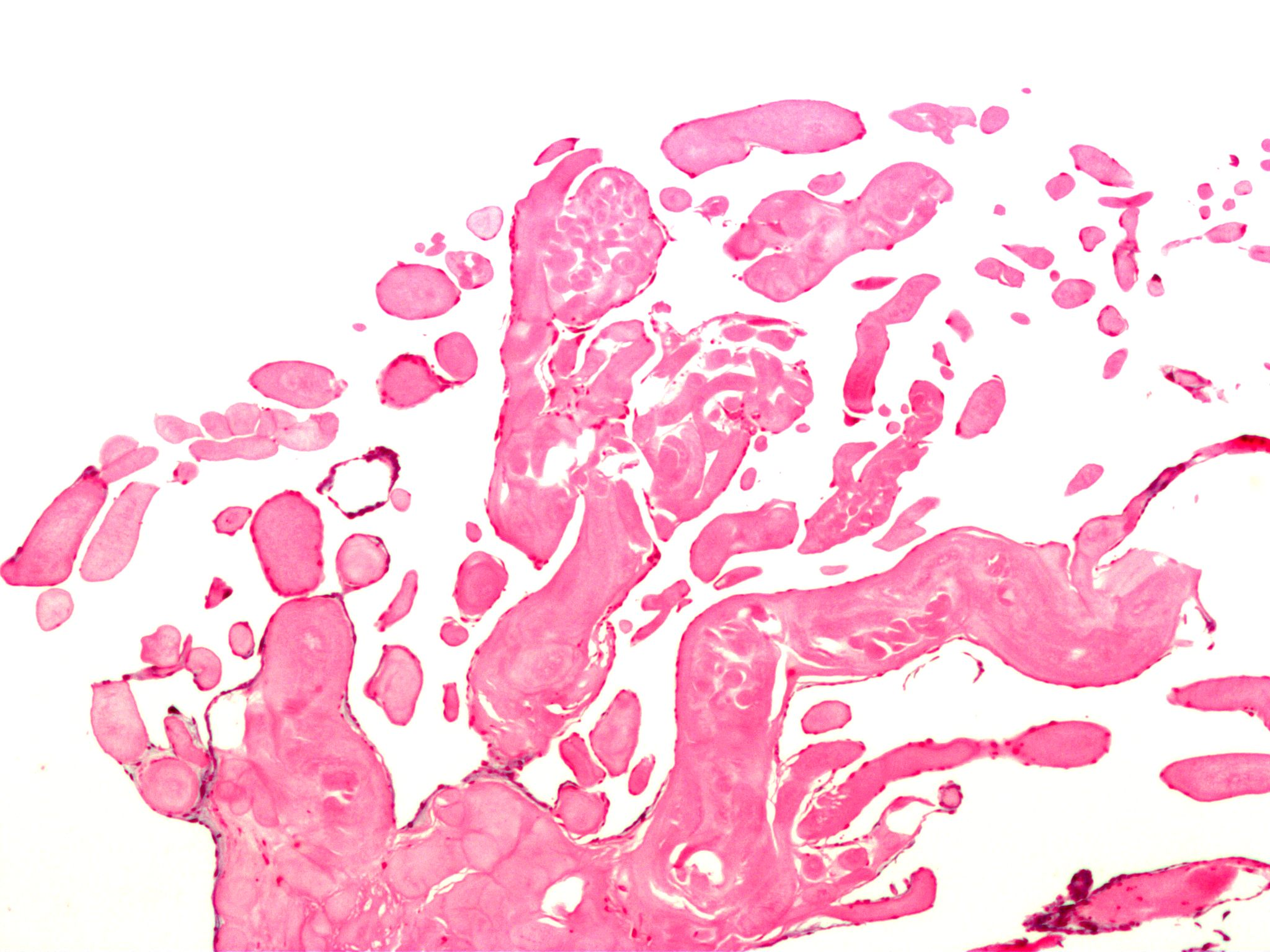
Micrografía de un fibroelastoma papilar, un tumor benigno de las válvulas de corazón. tincion por H&E.

Se clasifica una neoplasia como benigna o maligna sobre la base de su capacidad de producir metástasis, sin embargo algunas neoplasias benignas pueden tener un comportamiento agresivo al impedir con su desarrollo las funciones de un órgano, pudiendo llegar a comprometer el estado de salud de la persona afectada.

### Benigno
La neoplasia primaria más común del corazón es el mixoma. En las series quirúrgicas el mixoma corresponde al 77% de los tumores primarios del corazón.  Otras neoplasias benignas del corazón son el lipoma y el tumor quístico de la región nodal atrioventricular.

### Maligno
Aproximadamente el 20% por ciento de las neoplasias primarias del corazón son de naturaleza maligna. Las neoplasias malignas del corazón incluyen rabdomiosarcomas, angiosarcomas, mixosarcomas, fibrosarcomas, leiomiosarcomas, sarcomas de célula reticular, tumor desmoplásico de células redondas pequeñas y liposarcomas. Los sarcomas cardíacos pueden ocurrir a cualquier edad, pero es más común en individuos en su tercer o quinta década de vida, sin mostrar un predominio de género.

## Tumores que se originan en válvulas
Un subconjunto de los tumores primarios del corazón se localizan en las válvulas del corazón. Los tumores que afectan las válvulas del corazón mantienen una distribución sin predominio por alguna válvula. La mayoría de estos se tratan de fibroelastomas papilares. Esta variedad histológica se encuentra con mayor frecuencia en hombres. Aunque la mayoría de los tumores primarios de las válvulas del corazón no son malignos, es mayor la probabilidad de desarrollo de síntomas relacionados con las alteraciones en las válvulas, incluyendo síntomas neurológicos y muerte cardíaca repentina.

## Pronóstico
La mayoría de las neoplasias del corazón tienen un curso benigno y no son directamente fatales. Aun así, incluso las neoplasias benignas del corazón pueden ser letales debido a que cualquier compresión directa al sistema de conducción eléctrico del corazón puede interrumpir la transmisión de los impulsos eléctricos encargados de producir el latido cardíaco y provocar alteraciones en el ritmo, también es posible que partes del tumor entren en la circulación y generen embolias tumorales que pueden tener consecuencias mortales.
Las neoplasias malignas del corazón tienen un pronóstico reservado. Los sarcomas generalmente reducen las expectativas de vida tras el diagnóstico. Esto debido a la rápida infiltración del miocardio y la alteración de la hemodinámica dentro del corazón.